# عزة الحسيني
عزة الحسيني ممثلة مصرية.

## أعمالها

### افلامها
- جريمة الإيموبيليا (2018)
- النعامة والطاووس (2002)
- أيام السادات (2001)
- أبو خطوة (1998(
- قانون إيكا (1991)
- يوميات امرأة عصرية (1987)

### مسلسلاتها
- أوراق مصرية ج2 (1998)
- ليالي الحلمية (ج4) (1992)
- رجل آيل للسقوط (1991)
- هي وغيرها (1990)
- ليالي الحلمية (ج3) (1990)
- خمسة خمسة (1987)

### مسرحياتها
- ملك وكتابه (1998)
- حاصل الضرب والقسمة
- فراشة الأميرة الحمراء

### السهرات التلفزيونية
- عودة السيد (1995)
- أبناء الغربة (1990)

### الفوازير
- جدو عبده راح مكتبته (1988)

### البرامج
- حياتي (1988)